# Chính phủ Hoàng gia Thống nhất Dân tộc Campuchia
Chính phủ Hoàng gia Liên minh các Dân tộc Campuchia (tiếng Pháp: Gouvernement royal d'union nationale du Kampuchéa, GRUNK; tiếng Khmer: រាជរដ្ឋាភិបាលរួបរួមជាតិកម្ពុជា) là một chính phủ lưu vong của Campuchia, có trụ sở tại Bắc Kinh, tồn tại từ năm 1970 đến năm 1976, và nắm quyền kiểm soát đất nước bắt đầu từ năm 1975.
GRUNK dựa trên một liên minh (FUNK, viết tắt của "Front uni national du Kampuchéa") giữa những người ủng hộ Nguyên thủ quốc gia lưu vong, Hoàng thân Norodom Sihanouk và Khmer Đỏ ("Khơme Đỏ", một tên gọi mà ông đã tự đặt cho đảng viên Đảng Cộng sản Kampuchea); được thành lập với sự hậu thuẫn của Trung Quốc, ngay sau khi Sihanouk bị lật đổ trong Đảo chính Campuchia 1970, quân nổi dậy Khmer Đỏ cho đến thời điểm đó đã chiến đấu chống lại chế độ Sangkum của Sihanouk.

## Thành lập
Ở Bắc Kinh, Sihanouk tuyên bố giải tán chính phủ tại Phnôm Pênh và công bố ý định thành lập Front Uni National du Kampuchea hay FUNK (Mặt trận Đoàn kết Dân tộc Campuchia). Sihanouk về sau này cho biết "Tôi vốn chọn không theo cả Hoa Kỳ lẫn cộng sản, vì tôi biết rằng cả hai đều là những mối nguy, chủ nghĩa đế quốc Mỹ và chủ nghĩa cộng sản. Tôi buộc phải lựa chọn một trong hai vì Lon Nol đẩy tôi vào con đường đó."
Hoàng thân Sihanouk sau đó liên minh với Khmer Đỏ, Việt Nam Dân chủ Cộng hòa, Pathet Lào, và Cộng hòa miền Nam Việt Nam, sử dụng uy tín của mình để ủng hộ những người cộng sản. Ngày 5 tháng 5, FUNK chính thức thành lập, và Gouvernement Royal d'Union Nationale du Kampuchea hay GRUNK (Chính phủ Hoàng gia Mặt trận Dân tộc Thống Nhất Campuchia) được công bố. Sihanouk đảm nhiệm vị trí nguyên thủ, bổ nhiệm Penn Nouth, một trong những ủng hộ viên trung thành nhất, làm thủ tướng.
GRUNK tuyên bố họ không phải là chính phủ lưu vong, vì Khieu Samphan và lực lượng nổi dậy vẫn ở trong nước. Sihanouk và những người trung thành ở lại Trung Quốc, dù hoàng thân tiếp tục tiến hành các cuộc viếng thăm "vùng giải phóng" tại Campuchia, bao gồm cả Angkor Wat, tháng 3 năm 1973. Các chuyến viếng thăm đó chủ yếu có ý nghĩa tuyên truyền, và không có ảnh hưởng chính trị trên thực tế.

## Khmer Đỏ tiếp quản
Sau những thành công của Quân Cách mạng Campuchia vào tháng 3 năm 1973, Sihanouk đã thực hiện một chuyến thăm đến "các khu vực giải phóng", các bức ảnh với Khieu Samphan, Hou Yuon và Hu Nim. Ban đầu, Hoa Kỳ bác bỏ những bức ảnh là hàng giả, chỉ ra rằng ba cán bộ cấp cao – được gọi là "Ba bóng ma", trước đó đã biến mất vào cuối những năm 1960 và được nhiều người cho là đã bị cảnh sát Sihanouk sát hại.
Mặc dù Sihanouk cố giữ khoảng cách với tầng lớp nông dân trong chuyến thăm, nhưng lãnh đạo Khmer Đỏ đã vô cùng bối rối.Trong suốt năm 1973, các quan chức địa phương và các chỉ huy quân sự có liên hệ với những người theo Chủ nghĩa Sihanouk hoặc người Việt Nam bị giết trong "các vùng giải phóng": giới chính trị bắt đầu chỉ trích Sihanouk là một nhân vật phong kiến, và đến năm 1974 các lực lượng ở khu vực Tây Nam (dưới sự chỉ huy của Ta Mok) bắt đầu tự nhận mình là Khmer Krahom (Khmer Đỏ).
Trước công chúng, Sihanouk vẫn lạc quan về chế độ GRUNK, tuyên bố rằng Khieu Samphan "là một nhà xã hội chủ nghĩa với hệ tư tưởng cơ bản giống như Thủ tướng Thụy Điển". Tuy nhiên, chính phủ Mỹ tiếp tục từ chối giao dịch với ông ta và ông ta lo ngại về ý định của Khmer Đỏ, tuyên bố "Khmer Đỏ sẽ nhổ tôi ra như một viên đá anh đào" trong một cuộc phỏng vấn với một nhà báo Ý. Thủ tướng Trung Quốc Chu Ân Lai cảnh báo Étienne Manac'h, đại sứ Pháp, rằng việc người Mỹ coi thường Sihanouk, và họ tiếp tục ném bom để hỗ trợ quân của Lon Nol, sẽ dẫn đến một kết thúc ác liệt hơn nhiều. Bất chấp những lời cảnh báo này, Hoa Kỳ tiếp tục phớt lờ Sihanouk, và người Trung Quốc- dần dần bắt đầu chuyển sự ủng hộ trực tiếp cho Khmer Đỏ.

## Thành phần chính phủ
Khieu Samphan được bổ nhiệm làm thủ tướng, bộ trưởng quốc phòng và tổng chỉ huy lực lượng vũ trang GRUNK (dù trên thực tế các chiến dịch quân sự đều nằm dưới sự chỉ huy của Pol Pot). Hu Nim là bộ trưởng thông tin, Hou Yuon giữ nhiều vị trí như bộ trưởng bộ nội vụ, bộ cải cách công cộng và bộ trưởng hợp tác.
| Chức vụ                                          | Tên | Tên                        | Nhậm chức               | Từ chức    | Đảng phái chính trị          | Ghi chú                  |
| ------------------------------------------------ | --- | -------------------------- | ----------------------- | ---------- | ---------------------------- | ------------------------ |
| Nguyên thủ quốc gia                              |     | Norodom Sihanouk           | Ngày 5 tháng 5 năm 1970 | April 1976 |                              | Ở Bắc Kinh               |
| Thủ tướng                                        |     | Penn Nouth                 | Ngày 5 tháng 5 năm 1970 | April 1976 |                              | Ở Bắc Kinh               |
| Trợ lý bộ trưởng                                 |     | Keat Chhon                 | 1970                    |            |                              | Ở Bắc Kinh               |
| Phó Thủ tướng Chính phủ, Bộ trưởng Bộ Quốc phòng |     | Khieu Samphan              | Ngày 5 tháng 5 năm 1970 |            | Khmer Đỏ                     | Ở Campuchia              |
| Bộ trưởng Bộ Ngoại Giao                          |     | Sarin Chhak                | Ngày 5 tháng 5 năm 1970 |            |                              | Ở Bắc Kinh               |
| Thứ trưởng Bộ ngoại giao                         |     | Pok Deuskomar              | Tháng 8 năm 1970        |            | Khmer Đỏ                     | Ở Campuchia              |
| Bộ trưởng Bộ Thông tin                           |     | Hu Nim                     | Ngày 5 tháng 5 năm 1970 |            | Khmer Đỏ                     | Ở Campuchia              |
| Thứ trưởng Bộ Thông tin và Tuyên truyền          |     | Tiv Ol                     | Tháng 8 năm 1970        |            | Khmer Đỏ                     | Ở Campuchia              |
| Bộ trưởng Hợp tác xã                             |     | Hou Yuon                   | Ngày 5 tháng 5 năm 1970 |            | Khmer Đỏ                     | Ở Campuchia              |
| Thứ trưởng Bộ Nội vụ và An ninh Quốc gia         |     | Sok Thouk                  | Tháng 8 năm 1970        |            | Khmer Đỏ                     | Ở Campuchia              |
| Bộ trưởng Bộ Nội vụ                              |     | Thiounn Mumm               | Ngày 5 tháng 5 năm 1970 |            |                              | Ở Bắc Kinh               |
| Thứ trưởng Bộ Kinh tế và Tài chính               |     | Koy Thuon                  | Tháng 8 năm 1970        |            | Khmer Đỏ                     | Ở Campuchia              |
| Bộ trưởng Đặc trách                              |     | Chau Seng                  | Ngày 5 tháng 5 năm 1970 |            |                              |                          |
| Bộ trưởng Điều phối                              |     | Thiounn Prasith            | 1970                    |            |                              |                          |
| Bộ trưởng Bộ Y tế, Tôn giáo và Xã hội            |     | Dr. Ngo Hou                | Ngày 5 tháng 5 năm 1970 | ?          |                              |                          |
| Thứ trưởng Bộ Y tế, Tôn giáo và Xã hội           |     | Chou Chet                  | Tháng 8 năm 1970        |            | Khmer Đỏ                     | Ở Campuchia              |
| Bộ trưởng Bộ Giáo dục Phổ thông và Thanh niên    |     | Chan Youran                | Ngày 5 tháng 5 năm 1970 |            |                              |                          |
| Thứ trưởng Bộ Giáo dục Phổ thông và Thanh niên   |     | Ieng Thirith               | Tháng 8 năm 1970        |            | Khmer Đỏ                     | Ở Campuchia              |
| Bộ trưởng Bộ Vũ trang                            |     | Duong Sam Ol               | Ngày 5 tháng 5 năm 1970 |            | Quân đội Hoàng gia Campuchia | Major general            |
| Bộ trưởng Bộ Tư pháp                             |     | Chea San                   | Ngày 5 tháng 5 năm 1970 | ?          |                              | replaced by Phurissara   |
| Bộ trưởng Bộ Tư pháp                             |     | Samdech Norodom Phurissara | ?                       |            |                              | replaced Chea San        |
| Bộ trưởng Bộ Công chính và Viễn thông            |     | Huot Sambath               | Ngày 5 tháng 5 năm 1970 | ?          |                              | replaced by Touch Phoeun |
| Bộ trưởng Bộ Công chính và Viễn thông            |     | Tauch Phoeun               | ?                       |            | Khmer Đỏ                     | replaced Huot Sambath    |
| Bộ trưởng Y tế                                   |     | Thiounn Thioeunn           | ?                       |            | Khmer Đỏ                     | Ở Campuchia              |

## Sau khiPhnôm Pênhthất thủ
Vào thời điểm Khmer Đỏ tiến vào Phnôm Pênh ngày 17 tháng 4 năm 1975, những người cộng sản đã nắm chắc quyền kiểm soát GRUNK, và liên lạc giữa các thành viên GRUNK trong và ngoài Campuchia đã bị cắt đứt. Sihanouk thậm chí không được thông báo về sự thất thủ của Phnôm Pênh; ban đầu ông đến Bình Nhưỡng cho đến khi Chu Ân Lai thuyết phục ông trở lại làm Nguyên thủ quốc gia, bất chấp sự nghi ngờ về phía Sihanouk.
Sihanouk được tiếp đón theo nghi lễ ở Phnôm Pênh, nhưng đã vô cùng sốc trước những gì ông quan sát được ở thành phố. Sau đó Cái chết của người bảo vệ ông là Chu Ân Lai vào tháng 1 năm 1976 càng làm suy yếu vị thế của Sihanouk: sau khi nghe tin về những vi phạm nhân quyền của Khmer Đỏ qua đài phát thanh nước ngoài, ông đã nghỉ hưu vào tháng 4 năm 1976. Cuộc họp toàn thể đầu tiên của Hội đồng đại diện của Campuchia Dân chủ, được tổ chức vào ngày 11 đến ngày 13 tháng 4 năm 1976, xác nhận bầu Pol Pot làm Thủ tướng.
Khieu Samphan tiếp tục là Chủ tịch Khmer Đỏ,mặc dù vai trò của ông chủ yếu mang tính biểu tượng.

## Các sự kiện sau khiCampuchia Dân chủsụp đổ
Sau Xung đột biên giới Việt Nam-Campuchia năm 1978, thất bại của Khmer Đỏ và sau đó là sự thành lập của Cộng hòa Nhân dân Kampuchea, Sihanouk đã được ban lãnh đạo Khmer Đỏ yêu cầu trình bày về trường hợp của Kampuchea Dân chủ tại Liên Hợp Quốc. Sihanouk công khai đoạn tuyệt với Khmer Đỏ, yêu cầu trục xuất khmer Đỏ khỏi Liên Hợp Quốc vì tội giết người hàng loạt.

## Đồng minh
- Afghanistan
- Việt Nam
- Lào